# Macrozamia dyeri
Macrozamia dyeri — вид голонасінних рослин класу саговникоподібні (Cycadopsida).
Етимологія: вшанування англійського ботаніка сера Вільяма Тернера Тіселтон-Дайера (англ. William Turner Thiselton-Dyer, 1843-1928), директора Королівського ботанічного саду в Кью (1885-1905 рр).

## Опис
Рослини деревовиді, стовбур 0.4–3 м заввишки, 50–120 см діаметром. Листя 70–150 в кроні, сіро-зелене, напівглянсове, 180—240 см завдовжки довжину, з 70–100 листових фрагментів; хребет не спірально закручений, відігнутий; черешок завдовжки 26–63 см, прямий. Листові фрагменти прості; середні — завдовжки 330—455 мм, шириною 12.5–17 мм. Пилкові шишки веретеновиді, 48–62 см завдовжки, 10–14 см діаметром. Насіннєві шишки вузько яйцюваті, завдовжки 45–50 см, 15–20 см, діаметром. Насіння яйцеподібне, 43–55 мм завдовжки, 28–36 мм завширшки; саркотеста червона.

## Поширення, екологія
Країни поширення: Австралія (Західна Австралія). Цей вид росте в рідколіссі, низькому чагарнику, на пустках на ґрунтах, починаючи від безплідних піщаних глин до глибоких пісків і латеритів.

## Загрози та охорона
Часті щорічні пожежі можуть представляти загрозу. Рослини зустрічаються в англ. Cape Le Grand National Park.